# 張綱 (景泰進士)
張綱（1421年—1478年），字大振，長清人。

## 生平
張綱為景泰五年（1454年）甲戌科进士，任监察御史，洗刷不少冤情。成化二年（1466年）为江西按察副使，歷官左佥都御史，有德政，荒年救人無數，人稱“一路青天”。晚年患有风疾，上疏辭歸故里，不久病逝。